# Джузепе Мацини
Джузепе Мацини (на италиански: Giuseppe Mazzini) е италиански юрист, философ и политически активист от Генуа. Има значителен принос за движението Рисорджименто (обединението на Италия в единна независима държава) и изобщо за развитието на идеологията на национализма. Убеден републиканец, той се стреми да вдъхнови масово въстание на населението на Апенинския полуостров, срещу контролиращата го Австрийска империя. С тази цел, бидейки в изгнание в Марсилия, основава през 1831 г. революционната организация „Млада Италия“, дала началото на явление в политиката, известно като мацинизъм. По-късно живее в Швейцария, откъдето вдъхновява създаването на много клонове на организацията си в Италия. Взема участие във войните за обединението на Италия. Приемането на монархията (в лицето на краля на Сардинското кралство, известно повече като Пиемонт), като решение за проблемите, пред които застава осъществяването му, отдалечава Мацини от другия най-голям водач на италианците от този период – Гарибалди, който макар и също виден републиканец, не само се съюзява с краля, но и приема официално назначение в армията му и в някои ключови моменти действа и явно от негово име – и води до постепенното му оттегляне от политическите борби. Умира през 1872 г. в Пиза.

## Биография
Джузепе Мацини е роден е в Генуа на 22 юни 1805 г. в заможно семейството. Баща му е професор по анатомия. Като дете Джузепе е много ученолюбив младеж и страстен читател. Още на 14 години той постъпва в университета в Генуа, изучавайки право. Също така, той общува с местните литературните кръгове. Хората бивали поразени от благородния му характер, щедростта и милите му обноски, но неговата крехкост и болнавост будели у неговите роднини сериозни тревоги за бъдещето му. Трудностите на неговата младост се засилват, когато той попада (1821 г.) под влиянието на революционните идеи, разпространявани тогава в родния му град от множество пришълци от Италия, настроени в полза на борбата срещу австрийското господство над нея. Мацини, потиснат от безизходицата, в която се намира страната, решава да ходи облечен в черно, носейки своеобразен траур за разединената си, бедна и заробена родина. Въпреки не съвсем несполучливите опити на бонапартистите да я обединят, Италия и до неговото време си остава това, което е била вече в продължение на повече от 1000 години – бойното поле на Европа, разцепено на множество свирепо враждуващи помежду си държавици, населявани от общности, тънещи в мизерия, междуособици и невежество, почти без връзки помежду си и фактически със самосъзнанието на отделни народности и всяка с претенции, че е нещо повече от останалите. Единствената допирна точка на италианския народ в този момент, освен древната му и славна (но също не особено единна и лицеприятна) история на Рим и видимите навсякъде и ползващи се с всеобща почит (но ползвани основно от аристокрацията и духовенството) достижения на ренесансовата култура, представлява изповядваната от огромната част от населението на полуострова католическа религия. Международно Италия също не е призната за нищо повече от географско понятие (по израза на австрийския държавник Метерних). Мацини стига до убеждението, че италианската нация тепърва ще изкристализира, и ще се обедини и окончателно оформи в хода на борбите за обща и независима държава. Той нарича идеята си „Млада Италия“ – като противовес на старата, но и като неин възроден вариант.
Под въздействие на тези настроения Мацини става привърженик на опиращото се на традициите на масоните общество на карбонарите – революционно течение, симпатизиращо на широко разпространените опити през първата половина на XIX век в Европа за либерална и конституционна реформа. По обвинение, че участва в организирането на вента (обичайната за тази организация конспиративна и терористична група), Мацини се озовава в затвора и излежава шестмесечна присъда в Савона (1830 – 1831 г.). Там той дообмисля идеите си и „приема апостолската мисия“ за постигане независимостта на Италия (сходна с възприетата по-късно от Васил Левски, въпреки различния им подход – Мацини я упражнява действайки предимно отдалеч, без лично да поема рискове или дори да се среща с хората, които иска да привлече към делото си, и най-вече – от чужбина). Първоначално той заминава за Марсилия, Южна Франция (което е част от наказанието му – или да приеме заточение в някой малък италиански град). Създава организация, която нарича „Млада Италия“ (La Giovine Italia), чиято цел била освобождението на Италия от чуждо и местно потисничество, и обединение на страната под единно републиканско управление, което той смята че може да се случи по военен път, но предхождан и подпомаган от засилена пропагандна и просветна дейност. Девизът ѝ е „Мисъл и действие“. В този смисъл, през април 1831 г., Мацини се обръща към монарха на Пиемонт-Сардиния, крал Карл Алберт, за когото му е известно, че в младостта си бил масон и че е подкрепял карбонарите. Писмото му, с предложение към владетеля да оглави борбата на Италия за независимост, е публикувано в Марсилия и става повод властите на Сардиния да поискат от Франция изгонването му.
През август 1831 г. Мацини е принуден да емигрира в Швейцария. Оттам той окуражава революционното движение в Сардиния, включително и опита за военен преврат през 1833 г., за което е осъден задочно на смърт. Към обвинението се числял и опитът за нахлуване в Савоя, която била сардинска територия през 1834 г. Междувременно Млада Италия разпростира мрежата си от местни комитети в много италиански градове. През 1833 г. австрийците, срещу които главно е насочена мацинистката пропаганда, обявяват членството в Млада Италия за държавна измяна, наказваща се със смърт. Същевременно са създадени още две организации от същия тип – „Млада Европа“ (1834 г.), обявила за мото девиза „Свобода, равенство и братство“ и „Млада Швейцария“, която Мацини организира по време на последвалата си емиграция в Лондон през 1836 г.
В Англия Мацини се свързва с Томас Карлайл и се интегрира в литературните кръгове около него. Поддържа непрекъсната връзка с радикалните и революционни движения по света.
Връхна точка в политическата кариера на Мацини е участието му в революциите от 1848 – 1849 г. в Европа (Пролетта на народите, обхванала и Апенините). Той се връща в Италия и се свързва с Гарибалди и, след като той завоюва за известно време град Рим, става премиер в установеното там републиканско правителство. След разгрома на Република Рим и въпреки трайното преминаване на Джузепе Гарибалди към силите, подкрепящи установяване на единно монархическо управление над всички италиански територии (постигнато през 1861 г.), той продължава да проповядва идеята за демократична република до смъртта си в Пиза на 10 март 1872 г.